# Jania longiarthra
Jania longiarthra E.Y. Dawson, 1953  é o nome botânico de uma espécie de algas vermelhas pluricelulares do gênero Jania.
- São algas marinhas encontradas na Espanha, México (costa do Oceano Pacífico), Filipinas, Vietname, Seychelles e Maldivas.

## Sinonímia
Não apresenta sinônimos.